# رشد کودک

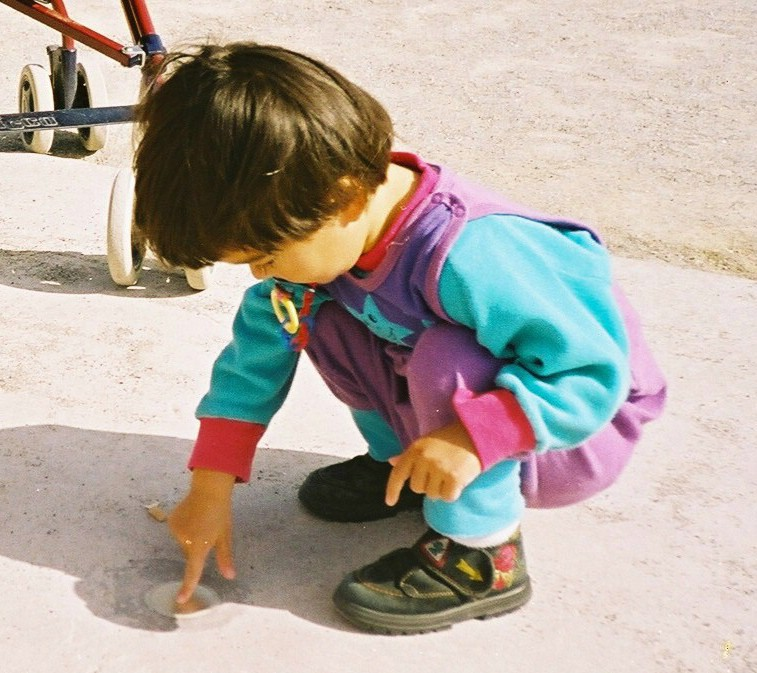
کودکی کم‌سن که در حالت چمباتمه مشغول بازی کردن است

رشد کودک شامل تغییرات زیستی، روان‌شناختی و عاطفی‌ای است که از تولد تا انتهای نوجوانی در انسان‌ها رخ می‌دهند. کودکی به سه مرحله از زندگی تقسیم می‌شود که شامل اوایل کودکی، اواسط کودکی و نوجوانی می‌شود.